# 沙別利尼亞 (伊林齊區)
48°59′54″N 29°19′33″E / 48.99833°N 29.32583°E
沙貝利尼亞（烏克蘭語：Шабельня），是烏克蘭西南部的村落，隸屬文尼察州的海辛區。該村始建於1671年，面積1.72平方公里，海拔高度254米，2001年人口388，人口密度每平方公里225.58人。